# Dehydrogenaza homoserynowa
Dehydrogenaza homoserynowa (E.C. 1.1.1.3.) – enzym katalizujący reakcję:
L-homoseryna + NAD(P) ↔ 4-semialdehyd L-asparaginowy + NAD(P)H + H+
W reakcji akceptorem równoważników redukcyjnych może więc być zarówno dinukleotyd nikotynamidoadeninowy, jak i jego fosforan.
Enzym klasyfikuje się w obrębie oksydoreduktaz, a dokładniej tych utleniających grupę CH-OH przy użyciu NAD+ lub NADP+.
Dla nazwania enzymu używa się skrótów HSD albo HSDH.
Oksydoreduktaza ta bierze udział w biosyntezie aminokwasów takich lizyna (będąca dla człowieka aminokwasem egzogennym) oraz w metabolizmie glicyny, seryny i treoniny.
Zaproponowano 4 struktury przestrzenne dla cząsteczki.